# Estación de Tarragona
Estación de Tarragona vasútállomás Spanyolországban, Tarragona településen. Tarragona érdekessége, hogy a Madrid–Barcelona nagysebességű vasútvonal új tarragonai állomása a várostól nyugatra épült fel, így a nagysebességű vonatok egy része nem erre az állomásra, hanem Camp de Tarragona állomásra érkeznek.

## Vasútvonalak
Az állomást az alábbi vasútvonalak érintik:
- Tarragona-Valencia-vasútvonal
- Barcelona-Vilafranca-Tarragona-vasútvonal
- Madrid-Barcelona-vasútvonal
- Tarragona-Reus-Lérida-vasútvonal
- Miraflores-Tarragona-vasútvonal

## Kapcsolódó állomások
A vasútállomáshoz az alábbi állomások vannak a legközelebb:
- Estació d'Altafulla-Tamarit (L'Arboç station, RT2)
- Estació de Vila-seca (Estación de Reus, RT1)
- Estació de Port Aventura (Estació de Port Aventura, RT2)

## Képgaléria

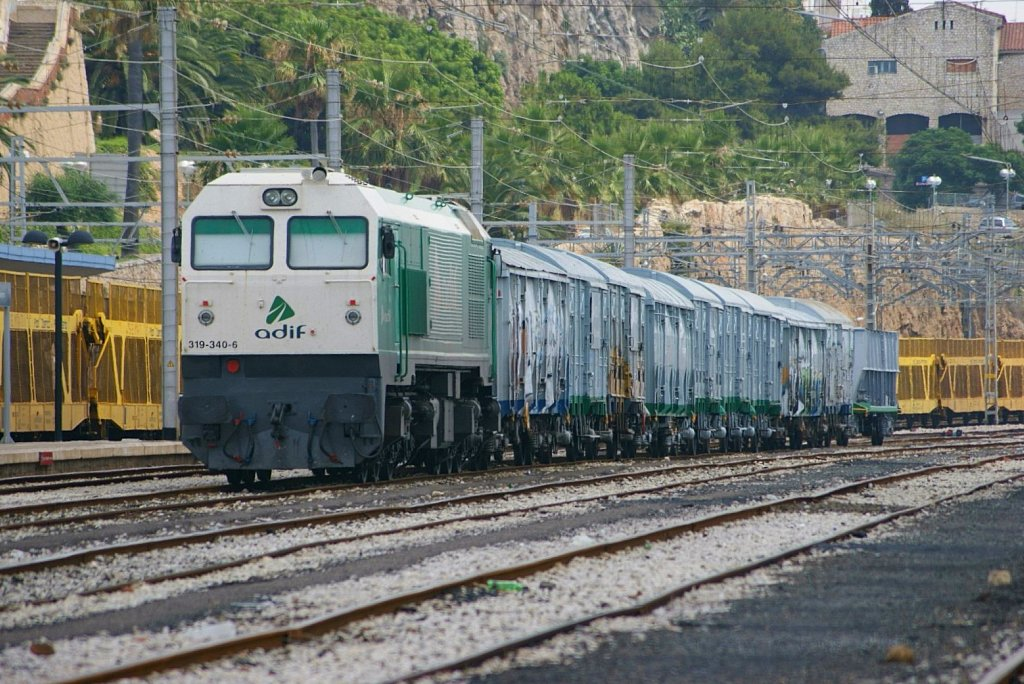
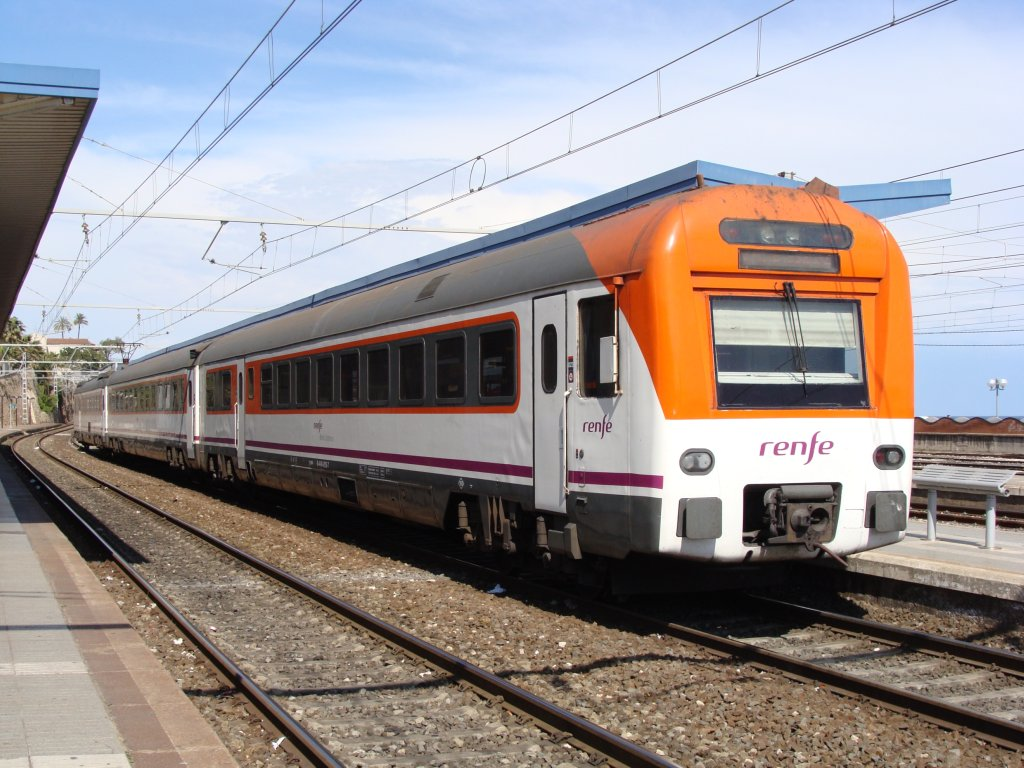
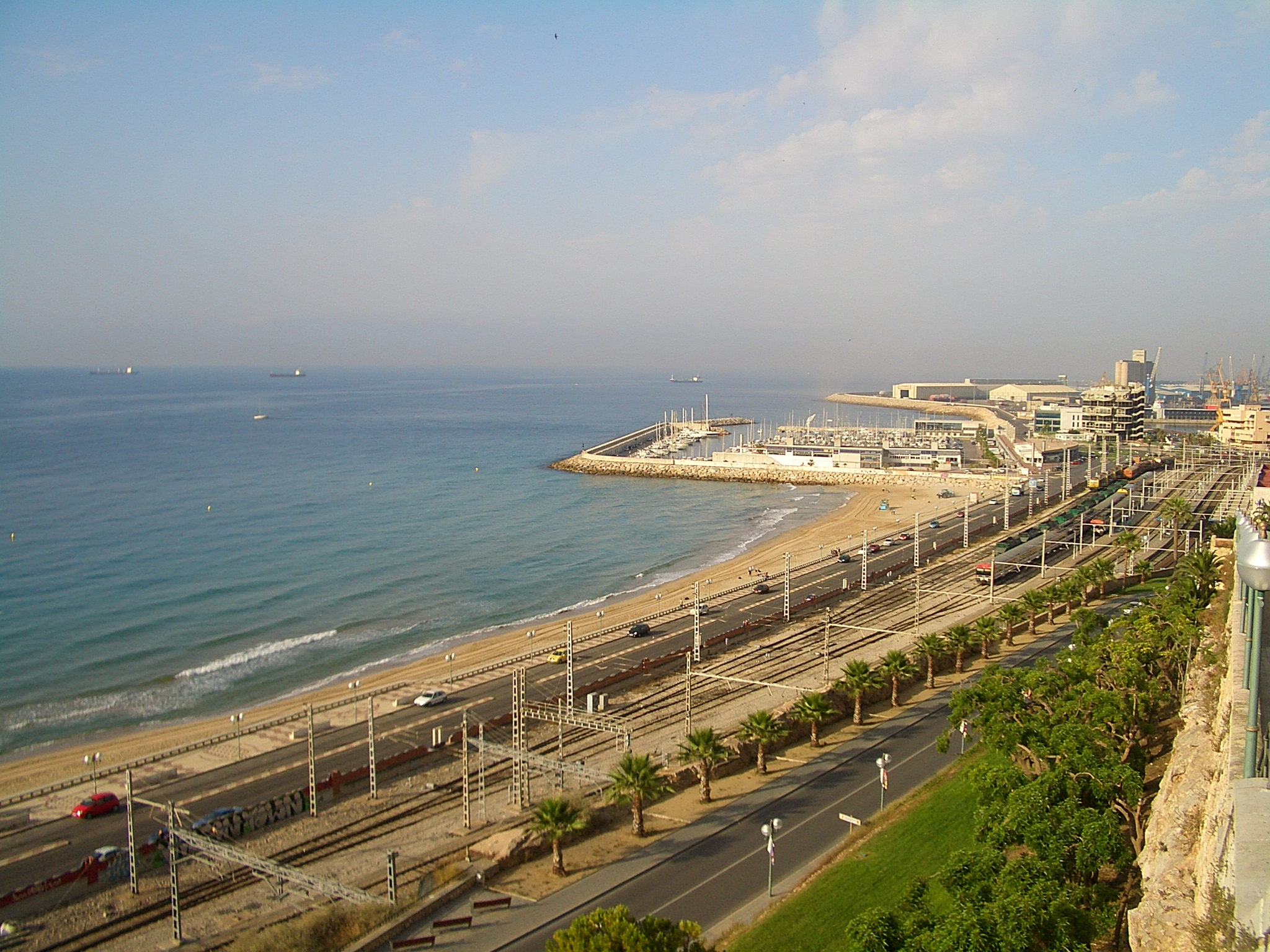
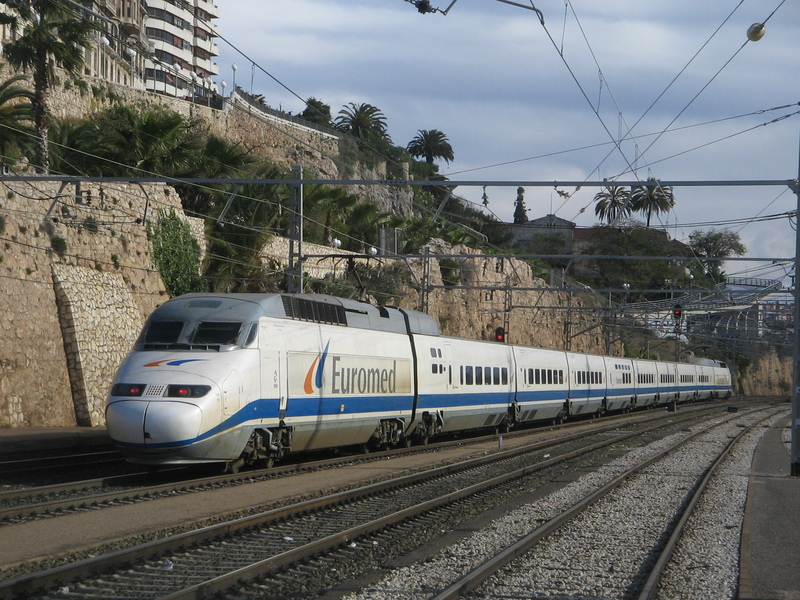
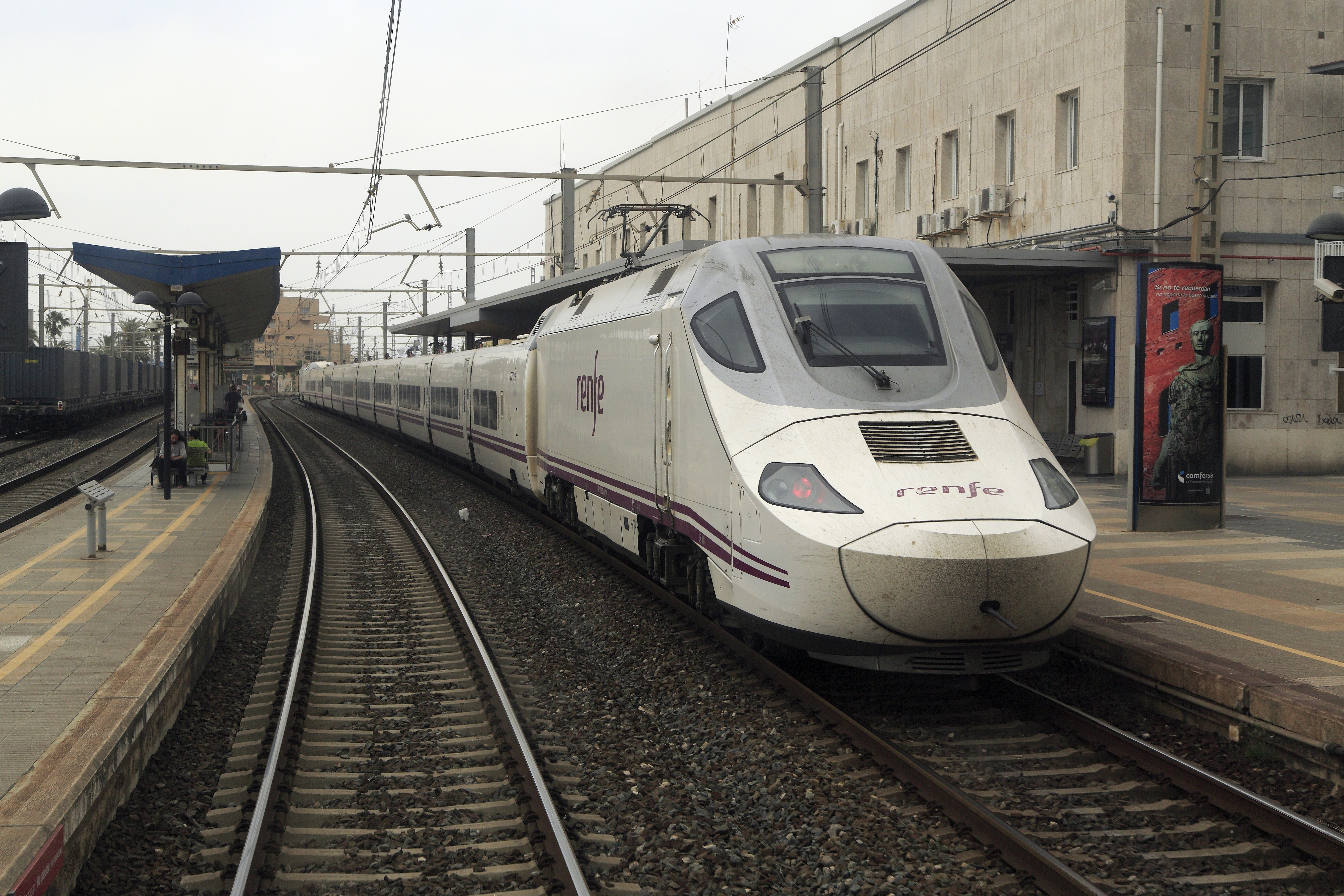
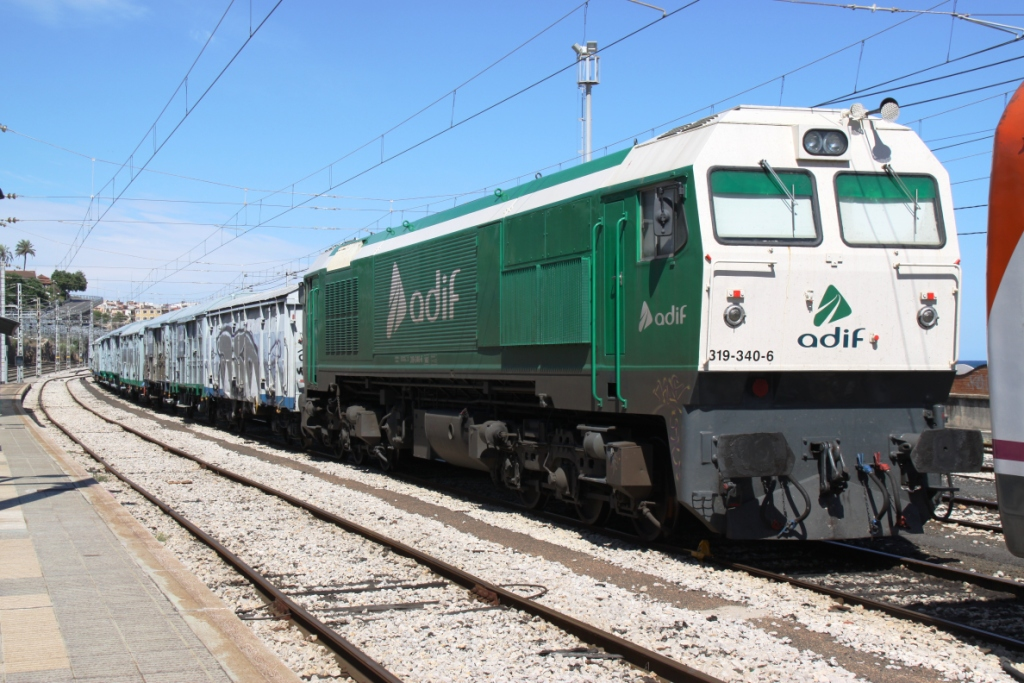
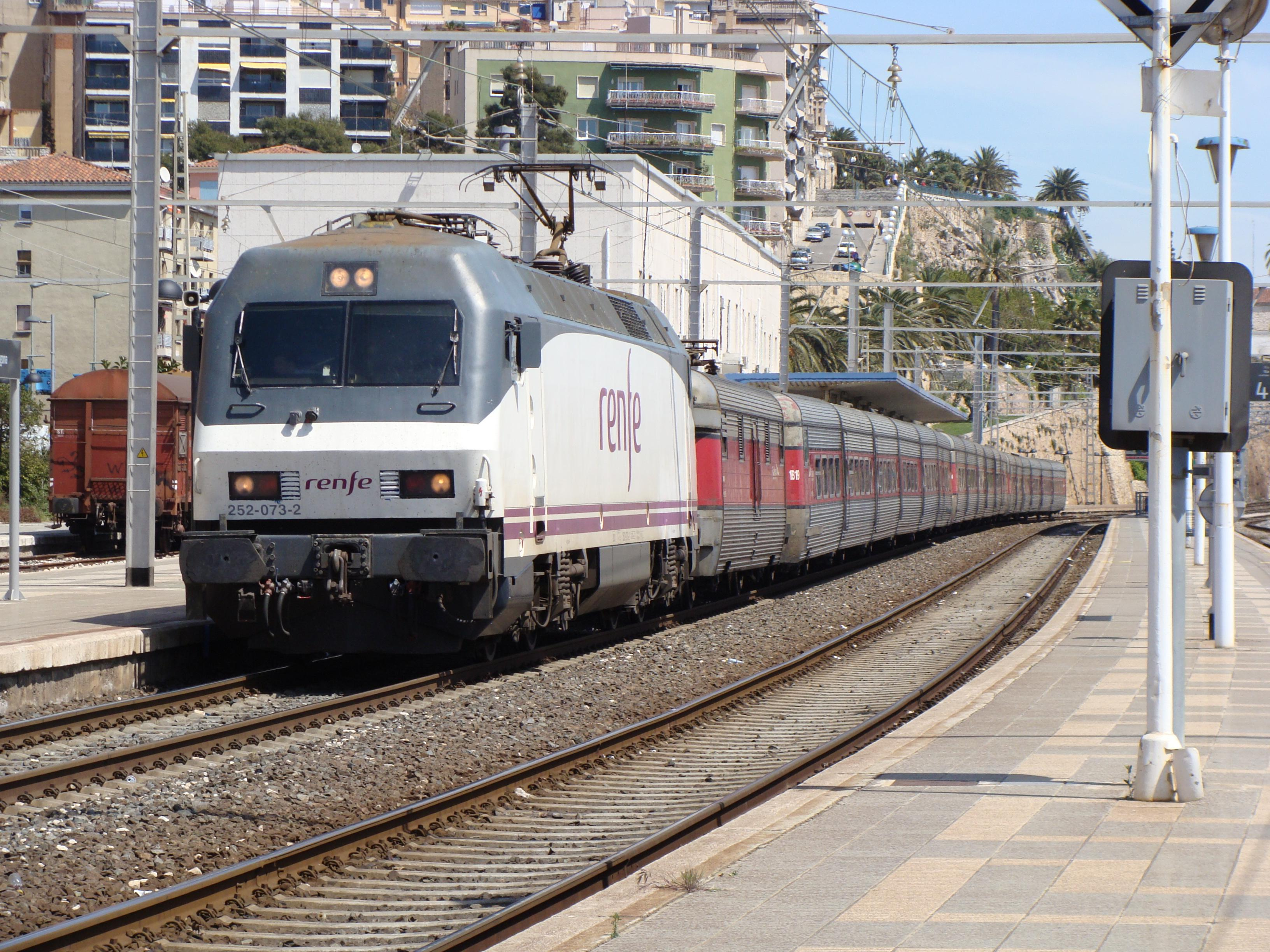
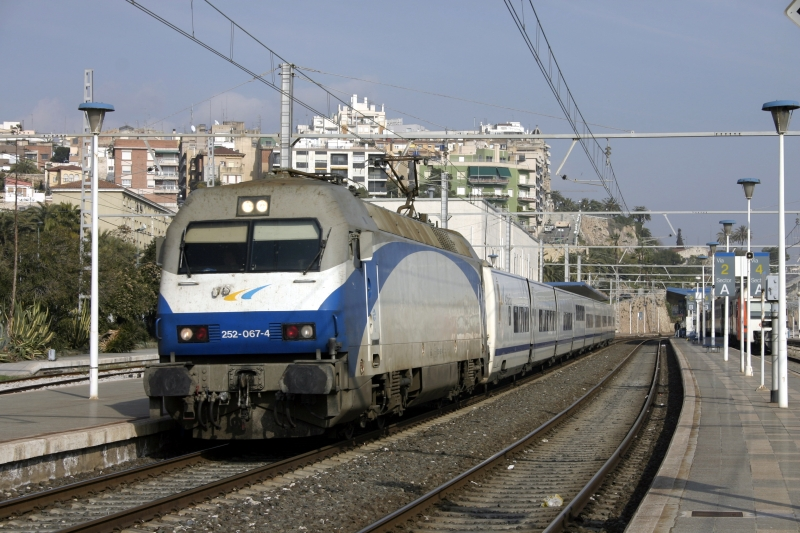